# Bâtiments du Roi

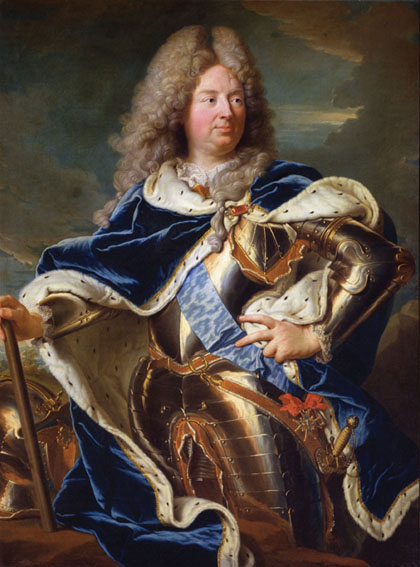
Vévoda z Antinu, ředitel Bâtiments du Roi v letech 1708-1736

Bâtiments du Roi (česky královské budovy) byla královská instituce pro správu budov v době starého režimu ve Francii. Úřad organizačně spadal pod státní sekretariát pro královský dvůr.

## Historie
Král Jindřich IV. Francouzský v roce 1602 založil Bâtiments du Roi pro lepší koordinaci stavebních prací na svých zámcích. Prvním ředitelem se stal Maximilien de Béthune, vévoda ze Sully s titulem surintendant général. Úřad byl začleněn do struktury tehdejší státní správy (tzv. státní sekretariát), konkrétně pod sekretariát pro královský dvůr.
Během velkého století byly pravomoci instituce podstatně rozšířeny, kromě správy budov se jednalo i o správu manufaktur na tapiserie a porcelán. V roce 1664 se stal Jean-Baptiste Colbert ředitelem bâtiments s titulem surintendant et ordonnateur général des bâtiments, arts, tapisseries et manufactures de France. Tento nový titul reflektoval právě rozšíření pravomocí. Postupně přešly pod úřad i pravomoci pro správu botanických zahrad a královských akademií malby a sochařství.
Řediteli úřadu náležela vážnost králova ministra. Jeho asistenty byli Premier architecte du Roi (první architekt krále) a Premier peintre du Roi (první malíř krále). 
K dispozici měl úřad také několik inspektorů a stovky dělníků.